# Caltoris cahira
Caltoris cahira es una especie de mariposa, de la familia de los hespéridos.

## Distribución
Caltoris cahira está distribuida entre las regiones: región indomalaya, Paleártico y ha sido reportada en China, Taiwán, India, Malasia, sud de China, Yunnan.

## Plantas hospederas
Las larvas de C. cahira se alimentan de plantas de la familia Poaceae. Entre las plantas hospederas reportadas se encuentran Dendrocalamus giganteus y especies no identificadas del género Bambusa. 